# مشاري العنزي
مشاري جديع العنزي(ولد في 22 يوليو 1989-) لاعب كرة قدم سعودي ويلعب في مركز مهاجم في نادي الغوطة.

## مسيرة اللاعب
كانت بداياته مع نادي القيصومة و انتقل إلى نادي العروبة في عام 2010 و لعب لهم لمدة 6 مواسم وفي صيف 2016 انتقل إلى نادي الباطن و أعاره الباطن إلى نادي الطائي في عام 2017 و بعدها إنتقل إلى نادي الطائي و بعدها إلى نادي الكوكب و عاد بعدها إلى نادي العروبة و لعب بعدها مع نادي الدرعية ونادي الزلفي ونادي الغوطة.

## روابط خارجية
- مشاري العنزي على موقع Soccerway.com (الإنجليزية)